# Sabor a ti (telenovela chilena)
Sabor a ti es una telenovela chilena, del género melodrama, producida por Canal 13 y transmitida desde el 1 de marzo hasta el 11 de agosto de 2000, reemplazando a Cerro Alegre y siendo sucedida por Corazón Pirata.
Escrita por José Ignacio Valenzuela, producida por Danae Gallegos y dirigida por Cristián Mason, bajo producción ejecutiva de Nené Aguirre.
Es protagonizada por Carolina Fadic, Luciano Cruz-Coke, Álvaro Escobar y Paulina Urrutia. Con un reparto coral dónde destaca una mezcla de actores consagrados como Tomás Vidiella, Gloria Münchmeyer, Willy Semler, Rebeca Ghigliotto, Solange Lackington, entre otros. Acompañados por un reparto de actores jóvenes como Berta Lasala, Javiera Contador, Guido Vecchiola, Úrsula Achterberg, entre otros.

## Argumento
Don Refugio Sarmiento (Tomás Vidiella) es un empresario vitivinícola de edad avanzada, es el dueño de la viña "El Embrujo", la cual esconde el secreto de por qué es el vino más exquisito de la zona.
Refugio se encuentra en un estado depresivo por la muerte de Rosa, su mujer. Ángela (Carolina Fadic), la nieta de Rosa llega al campo tras enterarse de su muerte conquistando la simpatía del anciano. 
En la casa de Refugio viven, Filomena (Solange Lackington), la cocinera, y su hijo Feliciano (Luciano Cruz-Coke), quien es el brazo de derecho del anciano. Feliciano está de novio con Lucero (Paulina Urrutia), una joven ciega.
Ángela poco a poco comienza a interesarse en el misterio que rodea al mundo del vino.
Tomás (Álvaro Escobar), nieto de don Refugio, e hijo de Max Sarmiento (Willy Semler), quien es el dueño de la viña "Sarmiento", hace todo para obtener la fórmula de Refugio. Para esto contará con la ayuda de Ángela y de Julián Solano (Guido Vecchiola), hijo de Juan Solano (Pedro Vicuña), el proveedor de uva de la Viña Sarmiento.
Mientras esto sucede, Ángela se siente atraída por Feliciano, un hombre de campo, con un poco de desconfianza, pero muy torpe, que al mismo tiempo lo rechaza y comienza a sentir miedo de él.

## Reparto

### Principales
- Luciano Cruz-Coke como Feliciano Calquín.
- Carolina Fadic como Ángela Herrera.
- Álvaro Escobar como Tomás Sarmiento.
- Paulina Urrutia como Lucero Del Campo.
- Tomás Vidiella como Refugio Sarmiento.
- Gloria Münchmeyer como Sol Mora.
- Willy Semler como Max Sarmiento.
- Rebeca Ghigliotto como Josefa Montero.
- Solange Lackington como Filomena Calquín.
- Javiera Contador como Antonia Sarmiento.
- Guido Vecchiola como Julián Solano.
- Berta Lasala como Amparo Mena.
- José Secall como Padre Cayetano.
- Gabriela Hernández como Purísima Montero.
- Pedro Vicuña como Juan Solano.
- Alex Zisis como Javier Ugarte.
- Katty Kowaleczko como Violeta Espinoza.
- Esperanza Silva como Manana Prieto.
- Catalina Saavedra como Virginia Solano.
- Boris Quercia como Fidel Castro.
- Amaya Forch como Elisa Ugarte.
- Nicolás Fontaine como Bernabé Solano.
- Úrsula Achterberg como Conchita Espinoza.
- Romeo Singer como Amador Urrejola.
- Rodolfo Bravo como Ramón Pérez.
- Fernando Farías como Segundo Urrejola.
- Rodolfo Vásquez como "El Larva".
- Felipe Hurtado como Pablo Andrés Sarmiento.
- Camila Videla como Tamara Urrejola.
- Alejandro Castillo como Rodolfo.
- Luz Croxatto como Nubidia "Nubi".
- Ana María Martínez como Rosa Montealegre.
- Mane Nett como Margarita Quevedo.

### Recurrentes e invitados
- Walter Kliche como Clemente Echaurren (Padre).
- Catalina Martín como Filomena Calquín (Joven).
- Gabriela Strauss como Rosa Montealegre (joven).
- Osvaldo Silva como Ulises Calquín.
- Marcela Osorio como Mabel "La Madame".
- Andrés Gómez como "El Mosca".
- Angélica Neumann como Isabel Mandujano. (Villana).
- Imara Castagnoli como Rafaella di Marco.
- Luis Wigdorsky como Médico que trata a Max.
- Rodrigo Rochet como Clemente Echaurren.

## Equipo
- Gerencia de producción Canal 13: Ruby Anne Gumpertz
- Dirección de general Área Dramática Canal 13: Nené Aguirre
- Guion: José Ignacio Valenzuela

- Dirección general: Cristián Mason
- Producción general: Danae Gallegos
- Dirección de unidad(es): Claudio Navarro, Roberto Rebolledo
- Coordinación de producción: Gastón Vinet
- Edición: Soledad Rojas

## Locaciones
Los lugares principales de la telenovela corresponden a dos viñas de la localidad de Peumo y Las Cabras, comunas ubicadas en la Región de O'Higgins y a unos 150 kilómetros de Santiago de Chile: Viñas Santa Ema y La Rosa. Ambas, que contienen más de cien años de tradición, facilitaron sus bodegas, casas patronales, una capilla e incluso un carruaje de 1894 para usarlas en las viñas ficticias de la telenovela, mientras que otras de las locaciones de la teleserie fueron grabadas en una de las haciendas de viña La Rosa ubicada en la reserva nacional Palmas de Cocalán, comuna de Las Cabras.

## Retransmisiones
Pese a caer derrotada en su estreno, la buena recepción por parte del público ha logrado que la producción no haya estado ajena a las retransmisiones, ya sea por señal abierta o de cable: 
- En 2006 fue retransmitida por señal abierta, a eso de las 12:30 hrs, después del matinal de aquel entonces Viva la mañana y previo a la edición de Teletarde
- Desde agosto de 2018 es retransmitida en horario de las 20:00 h por la señal de cable nostálgica de Canal 13: REC TV.

## Banda sonora

### CD oficial
1. Hielo y Fuego - Olga Tañón
2. Esperaré - Presuntos Implicados y Armando Manzanero
3. bésate despacio - Pablo Herrera
4. en el último lugar del mundo - Ricardo Montaner
5. Perdóname todo - Amaury Gutiérrez
6. sangre negra - cafe quijuano
7. Me amarás - Ricky Martin
8. Una historia de amor - La Sociedad
9. Secreta Intimidad - Cecilia Echeñique
10. Ayúdame Dios mío - Tamara
11. No es mi culpa - Ariztía
12. Para hacerte sentir mi amor - Laura Canoura
13. Todo por nada - Paulo Ricardo
14. Persiana americana - Soda Stereo
15. Maldito amor - Supernova
16. Corazón salvaje - Marcela Morelo
17. Me muero de amor - Natalia Oreiro
18. La de siempre - Marcos Llunas
19. Mensajes de amor de curso legal - Joan Manuel Serrat

### Temas no incluidos en el CD
- Realmente no estoy tan solo - Ricardo Arjona
- Amor, amor - Pablo Herrera
- Samurai - Djavan
- La Ingrata - Café Tacuba
- Te amaré - Miguel Bosé
- No Basta - Franco de Vita
- La Gota Fría - Carlos Vives
- Milonga Sentimental - Julio Iglesias
- Soledad - Nana Mouskouri
- Me estoy enamorando - La Mafia
- Con tu amor - Pandora
- Aquí nada es igual - Alexandre Pires
- Gente - Laura Pausini
- Te amaré en Clandestinidad - Los Vásquez
- Con los años que me quedan - Gloria Estefan
- Yo sin ti - Ricardo Montaner
- Luna - Ana Gabriel
- Sueños - Tiro de Gracia
- Corazón Salvaje - Natalia Oreiro
- Soy solo un secreto - Alejandra Guzmán